# Hændeligt uheld (film)
Hændeligt uheld er en dansk film fra 1971, instrueret af Erik Balling, der omhandler en nyudnævnt direktør i et automobilfirma, der en aften bliver skyld i et trafikdrab og stikker af fra ulykkesstedet. En ung kvinde er den eneste der kender hans skyld og hun udsætter ham nu for forskellige former for afpresning og bringer ham i flere pinlige situationer. Til sidst føler direktøren sig tvunget til at myrde hende.

## Medvirkende
- Roy Dotrice, Henrik Vinther
- Judy Geeson, Susanne Strauss
- Zena Walker, Berit, Vinthers kone
- Frederick Jaeger, Melchior
- Ann Firbank, Sonja Melchior
- Geoffrey Chater, Falck, Vinthers chef
- Dorthe Christensen, Charlotte, Vinthers datter
- Henry Okawa, Kawasaki, japansk bilfabrikant
- Cy Nicklin, Guitarist
- Wayne John Rodda, Kaj
- Lone Lindorff, En pige
- Yvette Dotrice, Charlottes stemme